# Čavoj
Čavoj és un poble i municipi d'Eslovàquia que es troba a la regió de Trenčín. La primera menció escrita de la vila es remunta al 1364.

## Demografia
| Godina             | 1994 | 2004    | 2014    | 2024   |
| ------------------ | ---- | ------- | ------- | ------ |
| Nombre de persones | 696  | 577     | 506     | 497    |
| Diferència         |      | −17,09% | −12,30% | −1,77% |

| Godina             | 2023 | 2024   |
| ------------------ | ---- | ------ |
| Nombre de persones | 502  | 497    |
| Diferència         |      | −0,99% |